# EVZ Academy
Die EVZ Academy war eine Schweizer Eishockeymannschaft aus Zug. Die EVZ Academy war das Farmteam des EV Zug und trat ab der Saison 2016/17 in der Swiss League an. Der Clubname wurde aus dem Zuger Nachwuchsprogramm «The Hockey Academy» abgeleitet. Die EVZ Academy bestritt ihre Heimspiele in der Zuger Trainingshalle (Academy Arena) sowie vereinzelt auch in der Bossard Arena.
2017 verpasste das Team die Playoffs. 2018 wurden diese bereits in der zweiten Saison der Ligazugehörigkeit erreicht.
Auf die Saison 2018/19 wurde Jason O’Leary als Cheftrainer verpflichtet, der 2017 den SC Langenthal zum Swiss-League-Titel geführt hatte. Er ersetzte damit Stefan Hedlund, der in den Trainer-Staff des EV Zug wechselte. Zur Saison 2019/20 wechselte O’Leary als Cheftrainer zu den Iserlohn Roosters in die Deutsche Eishockey Liga. Für ihn übernahm der Schwede Roger Hansson.
Die EVZ Academy wurde nach der Saison 2021/22 aufgelöst, da der EV Zug die neuen Regelungen der Swiss League AG nicht erfüllen konnte und damit aus dieser ausschied. Zukünftig wird sich der EVZ vor allem auf den U16- bis U20-Bereich konzentrieren. Bis 2022 brachte die EVZ Academy 50 Spieler heraus, davon spielten in der Saison 2021/22 16 in der National League und weitere 22 Spieler bei anderen Teams der Swiss League.